# Comuna Velîkozîmenove, Velîka Mîhailivka
Velîkozîmenove (în ucraineană Великозименове) este o comună în raionul Velîka Mîhailivka, regiunea Odesa, Ucraina, formată din satele Marțianove și Velîkozîmenove (reședința).

## Demografie
Componența lingvistică a comunei Velîkozîmenove
     Ucraineană (92,53%)
     Română (6,19%)
     Rusă (1,03%)
Conform recensământului din 2001, majoritatea populației comunei Velîkozîmenove era vorbitoare de ucraineană (92,53%), existând în minoritate și vorbitori de română (6,19%) și rusă (1,03%).